# Looptroop
Looptroop – szwedzka grupa hip-hopowa, założona w 1992 roku, w Västerås. Obecnie w skład formacji wchodzą: Promoe, Cosmic (czasami używa drugiej formy swojego pseudonimu, tj. CosM.I.C), Supreme oraz producent DJ Embee. W swoich utworach raperzy z Looptroop często poruszają tematy polityczne, takie jak rasizm i zagrożenie ze strony skrajnej prawicy („On repeat”) czy sytuacja imigrantów („Fort Europa”).

## Dyskografia

### Looptroop
Albumy
- Modern Day City Symphony (2000)
- The Struggle Continues (2002)
- Fort Europa (2005)
- Good Things (2008)
- Professional Dreamers (2011)
- Mitt hjärta är en bomb (2013)

Single
- Ambush in the Night b/w Heed This Warning (gość./ Freestyle z Arsonists) (1999)
- Looptroopland b/w Heads Day Off (2001)

Kasety
- Superstars (1993)
- Threesicksteez (1995)
- From the Waxcabinet (1996)
- Punx Not Dead (1998)

12" płyta winylowa
- Ambush in the night (2000)
- Long arm of the law (2001)
- Fly Away (2002)
- Looptroopland (2002)
- Don't Hate The Player (2003)
- Fort Europa (2005)

### Solo oraz projekty poboczne
Promoe
- Off the Record (single) b/w It's Promoe/Poor Lonesome Homeboy (1999)
- Government Music (2001)
- The Long Distance Runner (2004)
- White Man's Burden (2006)
- Standard Bearer (2007)
- Krĺksĺngen (2009)

Embee
- Embeetious Art (2000)
- Tellings From Solitaria (2004)
- Mash hits (2006)

The Casual Brothers (Embee i Cosmic)
- The Casual Brothers (2001)
- Customer's Choice (2003)